# 검은등할미새
검은등할미새(Japanese wagtail, 학명: Motacilla grandis)는 참새목 할미새과에 속하는 새의 종이다. 일본과 한국이 원산이다.

## 설명
검은등할미새는 길이가 약 20센티미터에 달한다. 암컷과 수컷 모두 비슷하게 생겼다. 윗부분, 목, 등이 검고 아랫부분은 희다. 부리는 검고 다리와 발은 어두운 갈색이다. 어린 것의 깃털은 성체보다 더 갈색을 보인다.

## 분류
이 새의 라틴어 종 이름 grandis는 "크기가 큰"을 의미한다.

## 보전
검은등할미새는 국제 자연 보전 연맹(IUCN)에 의해 최소관심종으로 분류된다. 개체수는 안정적이다.

## 먹이
검은등할미새의 먹이는 곤충이다.